# Verde70
Verde 70 es una banda musical de Quito, Ecuador, se formó en 1998 con Darío Castro, David Arízaga y Diego Saa. Su álbum debut, "Alegre Depresión". En su segundo álbum, "Ruta Melancolía", se unió César Galarza.
Tras un descanso, regresaron en 2012 con Darío Castro, César Galarza, Bastián Napolitano y Christian Dreyer. Tras la salida de Dreyer, Diego Saá regresó como bajista. En 2024, se unió Lisa María como vocalista, compositor y tecladista oficial de la banda. Verde 70 continúa su trayectoria en la escena musical ecuatoriana.

## Biografía

### Inicios (1997 – 2000)
La historia de la banda se inicia en 1997, cuando Darío Castro y David Arízaga, amigos y excompañeros del Colegio Francés de Quito, decidieron unir fuerzas luego de que sus respectivas bandas se desintegraran al terminar la escuela. Juntos, formaron el grupo "Alegre Depresión".
En diciembre de 1998, lograron reunir fondos suficientes para grabar un demo con 7 canciones originales en un estudio modesto. Este demo se convirtió en una herramienta crucial para mostrar su música y les abrió puertas para presentarse en festivales locales. Algunas de las canciones incluidas fueron: "Un minuto", "Palabras", "Mi mundo", "Alegre depresión", "Una tarde", "Sin trabajo" y "Azul".
Sin embargo, la búsqueda de un bajista fijo y una segunda voz continuaba. Encontraron a Diego Saá gracias a la recomendación de Carlos Alberto Grijalva, quien ocasionalmente colaboraba en la segunda guitarra. Saá, un músico con formación en piano clásico, demostró su versatilidad al incorporarse como bajista y corista, completando así la formación de la banda.
Una vez establecida la formación de la banda, los tres músicos sintieron la necesidad de cambiar su nombre. Sin una idea concreta en mente, decidieron explorar diferentes opciones hasta que surgió "Verde 70". En ese mismo año, su destino tomó un giro cuando ganaron un concurso de bandas que les otorgó el privilegio de abrir el concierto del grupo colombiano “Los de Adentro”.
Betancourt les ofreció la oportunidad de grabar un álbum y convertirse en su patrocinador. Para facilitar este acuerdo, fundó la compañía "Sponsor Group", dedicada a promocionar y gestionar la carrera de la banda. Este respaldo fue crucial para impulsar el crecimiento y la visibilidad de Verde 70 en la industria musical.

### Alegre Depresión (2000 – 2003)
Entre enero y febrero del 2000, Verde 70 se sumergió en la grabación de su primer disco, "Alegre Depresión". Para este proyecto, buscaron el apoyo de músicos experimentados como Christian A. Valencia en la coproducción, y Johny Ayala y Danilo Arroyo en los arreglos de guitarras y percusión. El sonido de este álbum se caracterizó por su enfoque de banda de garaje, con una menor experimentación, ya que el estilo del grupo estaba definido con claras influencias de punk melódico, reggae blanco y rock latino. Incluso incluyeron una canción, "Irremediablemente tarde", con una secuencia techno.
El primer sencillo del álbum, "Me tienes, me puedes, dueles", rápidamente se posicionó como número uno en las principales emisoras de la ciudad y el país, manteniéndose en esa posición durante cuatro meses. Esta canción incluso fue elegida como la canción del año en algunos medios. El disco fue un rotundo éxito, agotando los tres primeros tirajes. Otros sencillos destacados del álbum fueron "Palabras", "Muriendo por tu amor" y "No es tan fácil", que contribuyeron a mantener a Verde 70 en el candelero durante todo el año.
Posteriormente, la banda conoció a César Galarza, quien se uniría como nuevo integrante. Su llegada marcó un cambio en la tendencia musical del grupo, ya que Galarza, siendo un músico formalista, aportó un nuevo sonido a la banda y les proporcionó nuevas herramientas y conceptos musicales que se integrarían en las composiciones de su segundo disco.

### Ruta Melancolía (2003 – 2006)
En enero del 2002, Verde 70 inició la preproducción de su nuevo disco bajo la dirección de César. Comenzaron grabando demos en un estudio en Quito, pero la disquera decidió aumentar el presupuesto y buscaron al productor argentino Mario Breuer para encargarse de la grabación y mezcla. Un mes después, se trasladaron a Buenos Aires con todo el equipo técnico para grabar "Ruta Melancolía" en el estudio Ion, un proceso que duró dos meses. Durante este tiempo, la banda se radicó en la ciudad, inmersos en la creación de su nuevo álbum.
Este segundo disco representó un cambio respecto al anterior, ya que se experimentó más con diferentes géneros y estilos musicales. Las canciones fueron más elaboradas, estudiadas y presentaron un sonido más refinado. En términos generales, el disco fue mejor diseñado y más sobrio que su predecesor en cuanto a su estructura musical.
Al regresar, tras un mes de descanso, lanzaron su primer sencillo, "En la Inmensidad", repitiendo el éxito de sus trabajos anteriores al posicionarse como número uno en las emisoras de todo el país. Durante este periodo, la banda continuó con giras y conciertos internacionales, compartiendo escenario con artistas como Los Hombres G, Juanes, David Bisbal y Bacilos, y girando junto a Sin Bandera y Alejandro Lerner en 2004. Su creciente popularidad les llevó a ser seleccionados para participar en la gira de los Latin Grammy's, donde llevaron su música a ciudades como Miami, Houston, Nueva York y Los Ángeles, representando a su país tanto en América Latina como en Europa. Este fue un momento crucial donde Verde 70 pudo presentar su música a nivel internacional, consolidando su posición en la escena musical.

### ConCierto Cuidado! (2006 – 2012)
El tercer trabajo de la banda es un álbum doble que recopila las mejores grabaciones en vivo de las giras de conciertos realizadas en varias ciudades del Ecuador durante los años 2005 y 2006.
En 2007, después de siete años de carrera artística, Verde 70, liderado por Darío Castro, anunció un "tiempo sabático e indefinido", marcando el final de una era para la banda. Darío explicó que sentían la necesidad de un cambio personal y una transición hacia una nueva fase en sus vidas. Contrario a los rumores de diferencias internas, el baterista David Arízaga aseguró que la ruptura no se debió a disputas entre los miembros.
La banda decidió despedirse de sus seguidores con una gira de despedida por varias ciudades del país, durante la cual interpretarían sus éxitos más memorables.
Tras la separación, los miembros de Verde 70 siguieron diferentes caminos. Darío Castro se involucró en la producción musical con la empresa Sello Independiente. Diego Saá continuó su carrera como bajista independiente y trompetista para otras agrupaciones. David Arízaga se dedicó a hacer arreglos musicales en un estudio de grabación en su casa, mientras que César Galarza se enfocó en producir música para otros artistas y colaborar con diferentes proyectos.
Aunque Verde 70 llegó a su fin como banda en 2007, sus miembros continuaron trabajando en la industria musical, explorando nuevos proyectos.
A finales de 2012, Verde 70 confirmó su regreso. César Galarza (guitarrista-productor) y Darío Castro (compositor-vocalista) decidieron reunirse nuevamente en los escenarios para presentar su más reciente propuesta musical. Sin embargo, esta vez regresaron sin dos de sus miembros originales, Diego Saá y David Arízaga. En su lugar, se presentaron Bastián Napolitano como baterista y Christian Dreyer en el bajo y coros, quienes fueron presentados como los miembros oficiales de la banda hacia finales de ese año.
En 2013, Verde 70 retomaría los escenarios con un tour titulado "Seguimos Verdes", recorriendo 15 ciudades de Ecuador.

### La Edad de la Zebra (2015 – 2019)
En 2015, la banda lanzó su tercer álbum de estudio titulado "Verde 70", que compartía el mismo nombre que la agrupación. Sin embargo, en 2024, decidieron cambiar el nombre del disco a "La Edad de la Zebra". Este álbum fue grabado de manera simultánea por todos los integrantes de la banda en los estudios Graba y La Increíble Sociedad. La producción estuvo a cargo del brasileño-estadounidense André de Santana. Este hecho marcó la primera vez que Darío delegó la responsabilidad de producción a otra persona, liberándose de esa carga. Estridencia, ritmos acelerados y letras filosofías componen este renovado disco.
Además, en ese mismo año Verde 70 anunció el lanzamiento de su gira "La Edad de la Zebra" en 17 ciudades de Ecuador, celebrando así los 15 años de trayectoria de la banda. Durante esta gira, el tecladista Arturo Chicaiza se unió a la banda para participar en los conciertos en vivo. Además, este evento fue destacado por el regreso muy esperado del bajista original, Diego Saa, al grupo. 
En 2016, la banda recibió con gran entusiasmo una prestigiosa invitación a Nueva York para ser galardonada con tres premios en diferentes categorías durante la ceremonia de los Premios Unidad, celebrada en el Queens Theatre. Aprovechando su estancia en la Gran Manzana, Verde 70 organizó un circuito de conciertos que abarcó diversos locales tanto en la ciudad como en sus alrededores. 
En diciembre de 2018, la banda inició el proceso de grabación de lo que se convertiría en su quinta producción discográfica. 

### Tres A La Vez (2019-presente)
En el año 2019, Verde 70 presentó con entusiasmo su nuevo EP titulado "Tres a la Vez". Este proyecto contó con la colaboración del músico argentino Gonzalo Aloras, quien además fue el autor del tercer tema del disco. Las tres canciones que componen este EP son el resultado de una selección entre 25 temas.
En 2019, Verde 70 inició la gira "Éxitoína", mientras lanzaba simultáneamente un libro documental fotográfico con el mismo nombre. Además, en esta etapa se sumó María Buendía como músico invitado en coros y teclado.
En el año 2020, Verde 70 lanzó su sencillo "Me Pierdo", el cual fue producido por Gonzalo Aloras.
En 2021, Verde 70 lanzó un álbum recopilatorio titulado "Éxitoína", que contiene los temas más emblemáticos de la banda. Este álbum también incluye el sencillo más reciente "Piedra sobre piedra", producido por Gonzalo Aloras.

## Discografía
Álbumes de estudio
- Alegre Depresión (2000)
- Ruta Melancolía (2003)
- La Edad de la Zebra (2015)

Álbumes en vivo
- ConCierto Cuidado! (2006)

EPs
- Tres A La Vez (2019)

Álbumes recopilatorios
- Éxitoína (2021)

## Giras y Tours
- Seguimos Verdes (2013)

- La Edad De La Zebra (2015)

- Últimamente (2017)

- Exitoína (2019)

## Enlaces
- Sitio web de Verde 70 Letras, mp3s, videos, fotografías
- Verde70 Official Web Site
- Videos de L.A.
- Verde70 lyrics
- Article about the band